# Francis Patrick Carney
Francis Patrick Carney (* 20. September 1846 im County Fermanagh, Irland; † 4. Mai 1902 in Ouray, Colorado) war ein US-amerikanischer Politiker. Zwischen 1899 und 1901 war er Vizegouverneur des Bundesstaates Colorado.

## Werdegang
Im Jahr 1859 kam Francis Carney mit seiner Familie aus seiner nordirischen Heimat nach New York City. 1877 zog er nach Ouray in Colorado weiter, wo er als Bauarbeiter sowie im Bergbau arbeitete und Gewerkschaften gründete. Politisch schloss er sich der Populist Party an. Zwischen 1893 und 1895 saß er als Abgeordneter im Repräsentantenhaus von Colorado; von 1895 bis 1899 gehörte er dem Staatssenat an.   
1898 wurde Carney an der Seite von Charles Spalding Thomas zum Vizegouverneur des Staates Colorado gewählt. Dieses Amt bekleidete er zwischen 1899 und 1901. Dabei war er Stellvertreter des Gouverneurs und Vorsitzender des Staatssenats. Nach dem Ende seiner Zeit als Vizegouverneur litt Francis Carney unter gesundheitlichen Problemen. Er starb am 4. Mai 1902 in Ouray.